# Вахрунино
Вахрунино — упразднённая деревня в Сямженском районе Вологодской области.
Входила в состав Коробицынского сельского поселения, с точки зрения административно-территориального деления — в Голузинский сельсовет; позже в состав Ногинского сельского поселения.
Расстояние до районного центра Сямжи по автодороге — 55 км, до центра муниципального образования Георгиевской по прямой — 6 км. Ближайшие населённые пункты — Ездунья, Сидорово, Евсютино.
По данным переписи в 2002 году постоянного населения не было.
9 мая 2020 года была упразднена.